# Nishizawa Akinori
Nishizawa Akinori (西澤 明訓 Nishizawa Akinori, sinh ngày 18 tháng 6 năm 1976) là một cựu cầu thủ bóng đá Nhật Bản. Anh từng chơi cho Đội tuyển bóng đá quốc gia Nhật Bản.

## Đội tuyển bóng đá quốc gia Nhật Bản
Nishizawa Akinori thi đấu cho đội tuyển bóng đá quốc gia Nhật Bản từ năm 1997 đến 2002.

## Thống kê sự nghiệp
| Đội tuyển bóng đá Nhật Bản | Đội tuyển bóng đá Nhật Bản | Đội tuyển bóng đá Nhật Bản |
| Năm                        | Trận                       | Bàn                        |
| -------------------------- | -------------------------- | -------------------------- |
| 1997                       | 5                          | 2                          |
| 1998                       | 0                          | 0                          |
| 1999                       | 0                          | 0                          |
| 2000                       | 11                         | 6                          |
| 2001                       | 8                          | 1                          |
| 2002                       | 5                          | 1                          |
| Tổng cộng                  | 29                         | 10                         |